# ピエール・ジョゼフ・プルードン

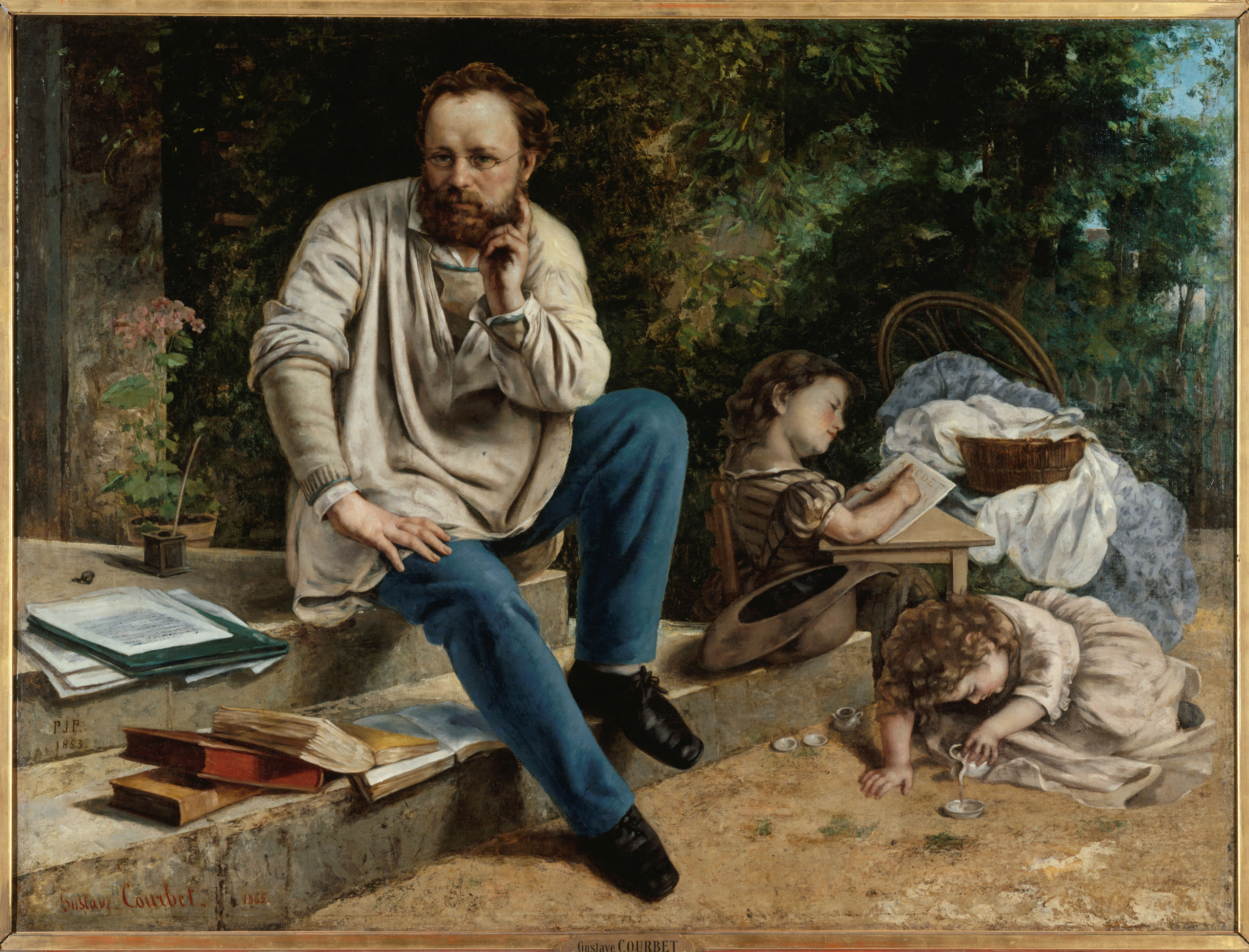
ギュスターヴ・クールベ『プロウドンと子供たち』

ピエール・ジョゼフ・プルードン（Pierre Joseph Proudhon フランス語: [pjɛʁ ʒɔzɛf pʁudɔ̃]；1809年1月15日 - 1865年1月19日）は、フランスの社会主義者、無政府主義者。無政府主義の父といわれる。

## 生涯
ブザンソン郊外のムイエールで生まれた。父は醸造職人・樽製造職人をしていた。8歳ごろから宿屋の食糧係として働きはじめ、コレージュ6年生に通学生として編入された。仕事のために授業をときどき休み、教科書を筆写したり街の図書館に通ったりとほぼ独学の状態で、学業を完全に終了することはなかった。19歳から自分で生計を立てねばならず、ブザンソンの印刷所に校正係として就業した。この時期、教会用のラテン語訳聖書の校正をしているうちに広汎な神学の知識を身につけヘブライ語を覚えたという。言語学も独学し、1837年に最初の著作『一般文法論』を自費出版し、これによりシュアール年金という奨学金を受け、3年間パリを遊学する。
1839年『日曜礼拝論』を発表するが、その内容が財産平等の理想に基づく社会改革思想であるとして聖職者会議に忌避され、発禁処分を受けた。1840年6月『財産とは何か』が出版されたが、「財産、それは盗奪である」などの過激な表現によりブザンソン・アカデミーが出版の認可を取り消したものの、プルードンは撤回を拒否する。1841年4月に財産に関する第二論文『ブランキ氏への手紙』、1842年1月に第三論文『有産者への警告』が刊行された。第三論文『有産者への警告』がブザンソンの司法官憲に押収され、起訴される。1843年3月に印刷所の仕事を辞め、1847年10月までリヨンのゴーチエ兄弟商会の事務員・法律顧問となる。実務に妨げられながら経済学者と交遊を重ね、1843年『人類社会における秩序の創造』、1846年『経済的矛盾の体系、または貧困の哲学』を出版する。このころ、ロシアのバクーニンやアレクサンドル・ゲルツェンとも知り合い、バクーニンとはヘーゲル弁証法について徹夜で議論している。
同時期に、1844年以来数回会っているマルクスから共産主義通信委員会の通信員となるよう依頼を受けているが、同意しつつも教条主義や権威主義的な傾向を危惧して多くを留保している。マルクスは「彼の著作はフランス・プロレタリアートの科学的宣言」とまで称賛していたが、このころから軋轢が生じたとされる。
1848年の二月革命のさい、テュイルリー宮殿の無血占領に参加し、2月7日からロシアの社会主義者アレクサンドル・ゲルツェンの協力も得て『人民の代表』『人民』『人民の声』などの新聞を発刊し、人民銀行と相互主義的交換組織を試み、6月の補欠選挙で国民議会議員に選出される。1849年に大統領ルイ・ナポレオンを反動の権化として自分の新聞で攻撃したため、3年の禁固刑と1万フランの罰金刑を宣告された。獄中生活の中で裁縫師ユフラジ・ピエガールと結婚して子供をもうけ、『一革命家の告白』（1850年）、『十九世紀における革命の一般理念』（1851年）などの代表作を執筆する。
出獄後の1858年に出版した『革命の正義と教会の正義』は6,000部売れるが、公共道徳・宗教・国家を攻撃したとして官憲に押収され、再び禁固3年と3千フランの罰金刑を宣告され、家族とともにベルギーのブリュッセルに亡命した。1862年にフランス政府の特赦を利用して帰国し、1863年『連邦主義的原理と革命党再建の必要について』を執筆する。遺著『労働者階級の政治的能力』を口述して完成し、パリ・コミューンの5年前にパッシー（現在のパリ16区）で心臓病により死去した。

## 政治思想
彼にとってフランス大革命は決して「革命」ではなく、それは一方の人間主権（全体主義）に代わって、他方の人間主権（民主主義）を打ち立てたに過ぎず、両者はすべて被支配者に対する意志の強制という点で原理上何の変化もなく、すべて非難されるべきである。さらに、フランス大革命は、人間抑圧の社会的基盤である財産制度に全く手を触れなかった。財産とは、一体としての悪の源であり、プルードンは「財産は窃盗である」と述べた。
彼は、所有の正当性は対象を使用または占有(occupancy)している場合にのみ認められるとし、占有および実質使用に基づいて規定される所持(possession)権の概念を提唱した。この意味で、プルードンは「財産は窃盗であり、財産は自由だ」と述べた。

プルードンは、こうした抑圧の根本原因は、国家が支援する財産権の存在にあると主張する。彼の観点からは、財産（Property）とは、窃盗であり、同時に自由でもあるものである。すなわち、ある人が他人の生存に必要な財産を所有することは盗みに等しいということである。また、財産とは、所有者が実際に占有(occupying)せず、単に法的所有権を保持することにより、賃料や所得、利益などを得る場合においても盗みであるとされる。このような形態の財産制度のおかげで、少数の財産所有者が大多数の市民を統制し、大半の市民は単に「所有権」を持たないため、常に彼らに依存させられる状態に置かれる。この意味で、財産は、財産を持つ少数者による無財産者の奴隷化という一形態を可能にした。プルードンの無政府主義が挑戦しようとしているのは、まさにこのような奴隷化である。
しかし、これはすべての財産を集団的に所有すべきだという意味ではない。マルクスとは異なり、プルードンは、財産が国など特定の権力に排他的に所有されることを望んでおらず、それはまた、少数者、すなわち政治的エリートが多くの人々に対して不当な支配を行使することを可能にする。プロレタリアートが完全な解放を達成するためには、国家権力を排除する必要がある。
（…）必要なのは、すべての人の自由を実現する財産制度である。プルードンは、すべての人の自由を確保する最良の方法は、各個人または小規模なグループが自らの生産手段を直接所有することであると主張している。財産が正当と認められるのは、占有（possession）と一致している場合に限る。プルードンが反対するのは、財産そのものではなく、巨大な財産集中である。

プルードンは、個人所有（personal property）と占有（possession）、そして私有財産（propriété）、すなわち生産的所有を区別し、個人所有と占有は、所有者に直接的な使用価値をもたらすものであるとした。
したがって、プルードンは、個人が直接使用している所有形態（たとえば、居住する家、使用する道具など）は認めるが、他人を隷属する方式に基づく生産的所有（propriété）は否定的に評価した。
プルードンが批判したのは、少数派がこのような資源を独占的に所有している場合、所有者が非所有者に対して権力を振るうことができ、単に所有しているという理由だけで、所有者が多数の人々に対して支配力を行使し、多数の人々がその資源を使用するためにオーナーが定めたルールに従い、賃貸料、利子、賃金労働などの費用を負担しなければならなくなる点であった。
つまり、直接労働を伴わず、単に法的所有権を持っているという理由だけで収入を得る、地帯（rent）、利子（interest）、資本主義的利益（profit）などの不労所得構造を指摘したのである。以後、プルードンは後期作品において、財産（property）という用語を、占有（possession）を意味するものとして使用するようになった。これにより、ベンジャミン・タッカー（Benjamin Tucker）など一部の個人主義的無政府主義者は、占有を財産または私有財産と呼ぶようになり、これが無政府主義運動内部および他の社会主義者との間で混乱を招く結果となった。

### ミューチュアリズムと市場無政府主義
プルードンは既存の資本主義と国家を中心とした経済体制を批判しながらも、計画経済や共産主義的経済システムを支持しなかった。
彼は「財産は窃盗である」という有名な言葉を残したが、これは私的所有権全体を否定するのではなく、他人を隷属させて労働を搾取するような所有権の形態を批判する意味であった。彼は、個人が直接の労働によって得た成果に基づく所有権は認める一方で、賃料や利子、利益などの不労所得は正当ではないと考えた。
プルードンは、国家が財産を所有したり経済を直接管理したりするのではなく、個人が自由に契約を結び、協力するシステムを好んだ。彼は、市場と競争は必要であるとしながらも、それらは搾取的ではなく相互主義的でなければならないと主張した。彼は、このような「使用に基づく所有権」（use-ownership: possession）と経済体制をミューチュアリズムと呼んだ。彼のビジョンによれば、自営業の職人、農民、協同組合が市場で製品を取引し、工場やその他の大規模な事業所は、資本主義的な財産制度に基づく賃金労働関係ではなく、直接民主主義の原則に基づいて運営される「労働組合」によって管理されるだろう。
彼は、銀行や金融システムが労働者を搾取していると見なし、無利子で運営される「人民銀行（Banque du Peuple）」を構想し、誰もが資金を調達できる環境を整えるべきであると主張した。プルードンは、土地における私有財産に反対し、「土地に関して、私が受け入れられないのは、投入された労働によって作り出された成果物に対して所有権を認めることです」と書いた。彼はまた、財産はより公平に分配され、個人や家族、労働者協会が実際に利用する範囲に限定されるべきであると考えた。
彼は相続権を支持し、「家族と社会の基礎の一つとして」これを擁護したが、「連合法による富の移転は、労働の道具には適用されない」と主張し、相続権の適用範囲を個人所有物（personal possessions）以上に拡大することは拒否した。
彼の思想は、現代の市場無政府主義や左派リバタリアニズム、市場社会主義に影響を与え、また一部の社会的無政府主義グループにとっても参考とされる概念となった。

### その他
プルードンは独学で経済や政治学を身につけたので、およそマルクスのように体系的な思想家ではない。『哲学の貧困』で行われたマルクスの論難（しかしマルクスはプルードンをかなり曲解して批判している）をはじめとして、プルードンの思想はさまざまな方向から批判された。
1. プルードンは民衆とブルジョアジーの両者を兼ね、不偏不党の立場で社会的矛盾をとらえている
2. 財産一般を攻撃しているのに、小財産を擁護している
3. 家庭生活と女性の意義について、反動的な考えを持つ（女性は家事に専念すべきとして婦人参政権を否定した）[13]
4. フランス人としてのナショナリズムを克服できていない
5. 労働者のストライキ権を認めず犯罪と見なしている[14]

これらの難点は、1840年代にヘーゲル哲学を受け容れた後も持ちこたえられ、ジョルジュ・ソレルなどのフランスの社会主義者・無政府主義者たちに引き継がれた。農民の生まれである彼は工業を嫌悪しプロレタリアートを蔑視していたが、1864年に発表された『六十名の宣言書』に関する社会主義者たちとの議論では、労働者を救うのは労働者自身であることを認めた。プルードンは有能なジャーナリスト・パンフレット作者であり、その雄弁な社会批判と文体の簡潔さは書簡にもあらわれる。晩年の「連合主義」はあらゆる中央集権的な組織への警戒として今日でも顧みられる。

## 著書

### 日本語訳
Qu'est-ce-que la propriêtê? ou, Recherches sur la principe du droit et du gouvernement
- 新明正道 [翻訳]『財産とは何ぞや』3号、聚英閣〈新人會叢書〉、1921年。 NCID BN1001179X。[15]
  - 鑓田研一 [翻訳]『財産とは何か』第26巻、平凡社〈社會思想全集〉、1931年。 NCID BN09546009。
  - 長谷川進 [翻訳]、江口幹 [翻訳]『プルードン : 所有とは何か : または法と統治の原理に関する探究、連合の原理』3号、三一書房〈アナキズム叢書〉、1971年。 NCID BN01228906。
  - 『所有とは何か』伊多波宗周訳、講談社学術文庫、2024年1月。ISBN 978-4065345801

De la capacité politique des classes ouvrières
- 石川三四郎 [翻訳]「労働階級の政治的能力」『社団的社会主義要綱 . 労働階級の政治的能力』16号、春秋社〈世界大思想全集〉、1930年。 NCID BN06390366。[16]
- 三浦精一 [翻訳]『プルードン : 労働者階級の政治的能力』2号、三一書房〈アナキズム叢書〉、1972年。 NCID BN01228906。

Idée générale de la révolution au XIXe siécie
- 延島英一 [翻訳]、島中雄三 [編集]「十九世紀における革命一般の思想」『十九世紀における革命一般の思想 . 無政府主義経済学』 27巻、平凡社〈社會思想全集〉、1931年。 NCID BN10396184。
- 渡辺一 (政治学)「十九世紀における革命の一般理念」『プルードン ; バクーニン ; クロポトキン』42号、猪木正道 ; 勝田吉太郎 [編集翻訳]、中央公論社〈世界の名著〉、1967年。doi:10.11501/2935159。 NCID BN00534270。
  - 渡辺一 [翻訳]「十九世紀における革命の一般理念」『世界の名著（プルードン ; バクーニン ; クロポトキン）』53号、猪木正道 ; 勝田吉太郎 [責任編集]、中央公論社〈中公バックス〉、1980年。 NCID BN03238911。
- 陸井四郎 [翻訳]、本田烈 [翻訳]『プルードン : 十九世紀における革命の一般理念』1号、三一書房〈アナキズム叢書〉、1971年。 NCID BN01228906。

Du principe fédératif et la nécessité de reconstituer la parti de la révolution
- 小野重雄 [翻訳]『勞働權と財産權・聯合主義論』社会思想研究会出版部〈社會思想名著文庫〉、1949年。 NCID BN10690829。[17][18]

Les confessions d'un révolutionnaire pour servir à l'histoire de la révolution de février
- 山本光久 [翻訳]『革命家の告白 : 二月革命史のために』作品社、2003年。 NCID BA63640769。[19]

Système des contradictions économiques ou Philosophie de la misère
- 斎藤悦則 [翻訳]『貧困の哲学〈上・下〉』820-821号、平凡社〈平凡社ライブラリー〉、2014年。 NCID BB16887140。

## 原書

### 単行本

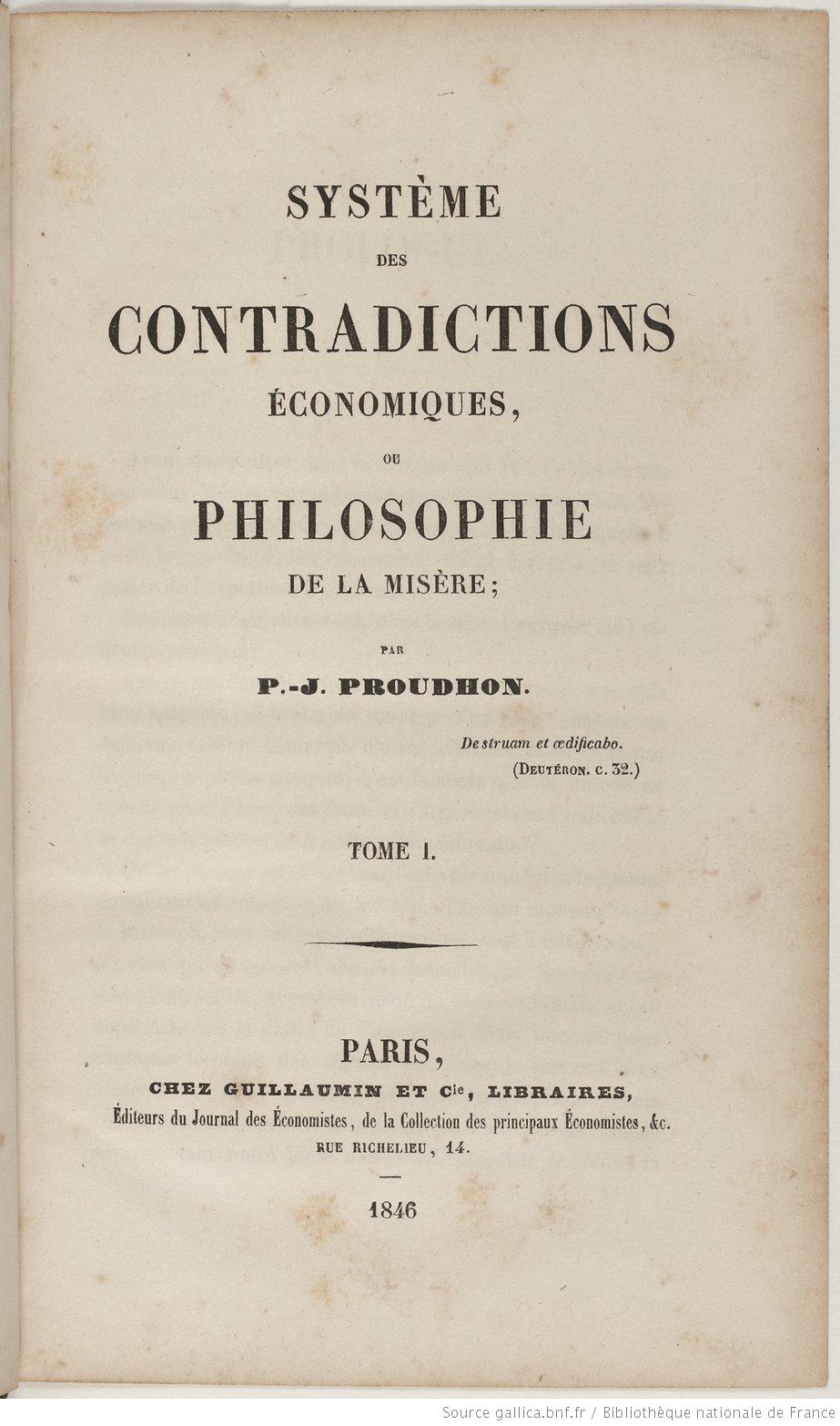
Système des contradictions économiques ou Philosophie de la misère （1846年）

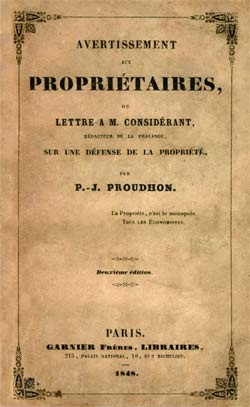
Avertissement aux propriétaires, ou lettre à M. Considérant, rédacteur de La Phalange, sur une défense de la propriété（1848年版）

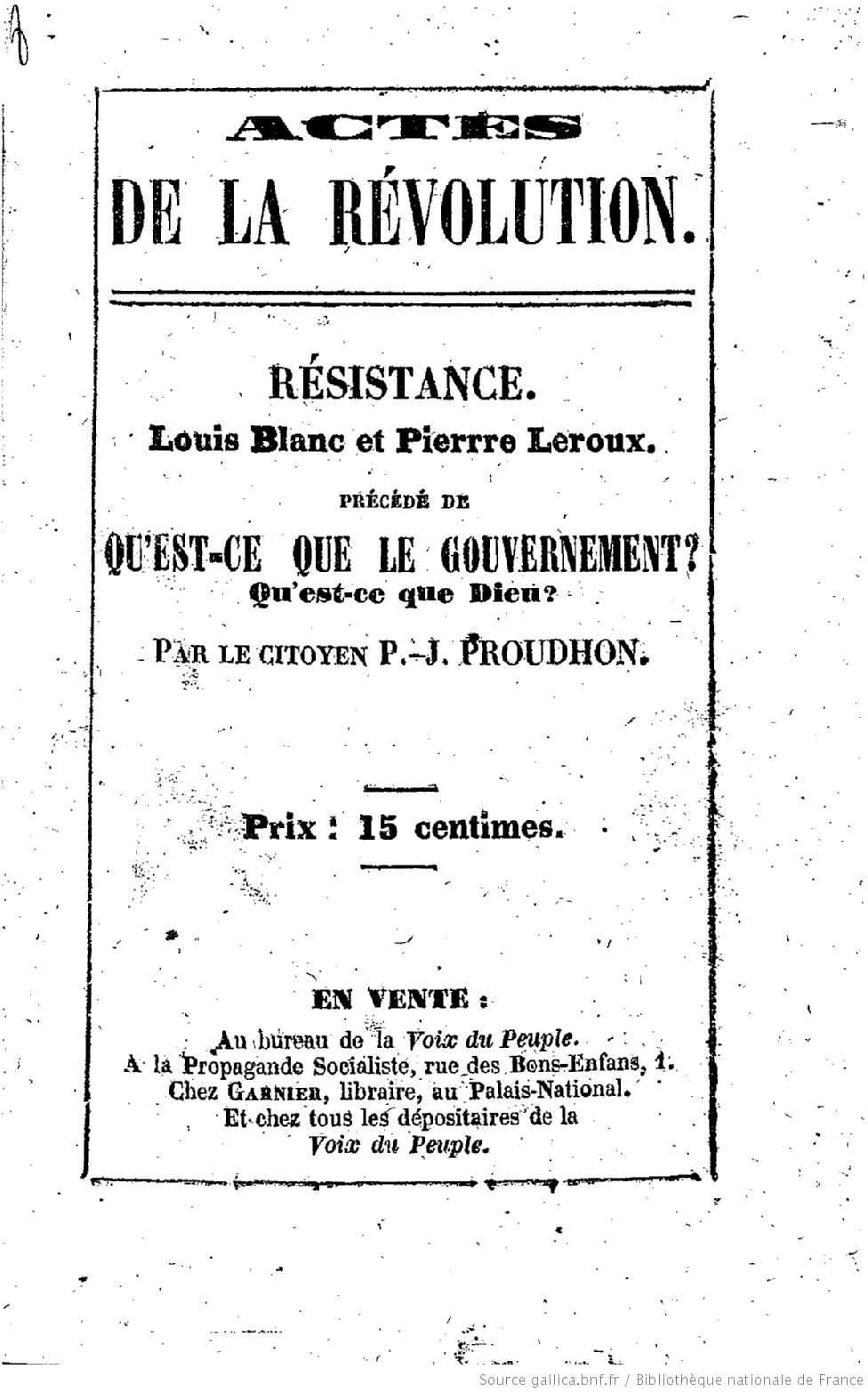
Actes de la révolution : Résistance : Louis Blanc et Pierre Leroux（1849年版）

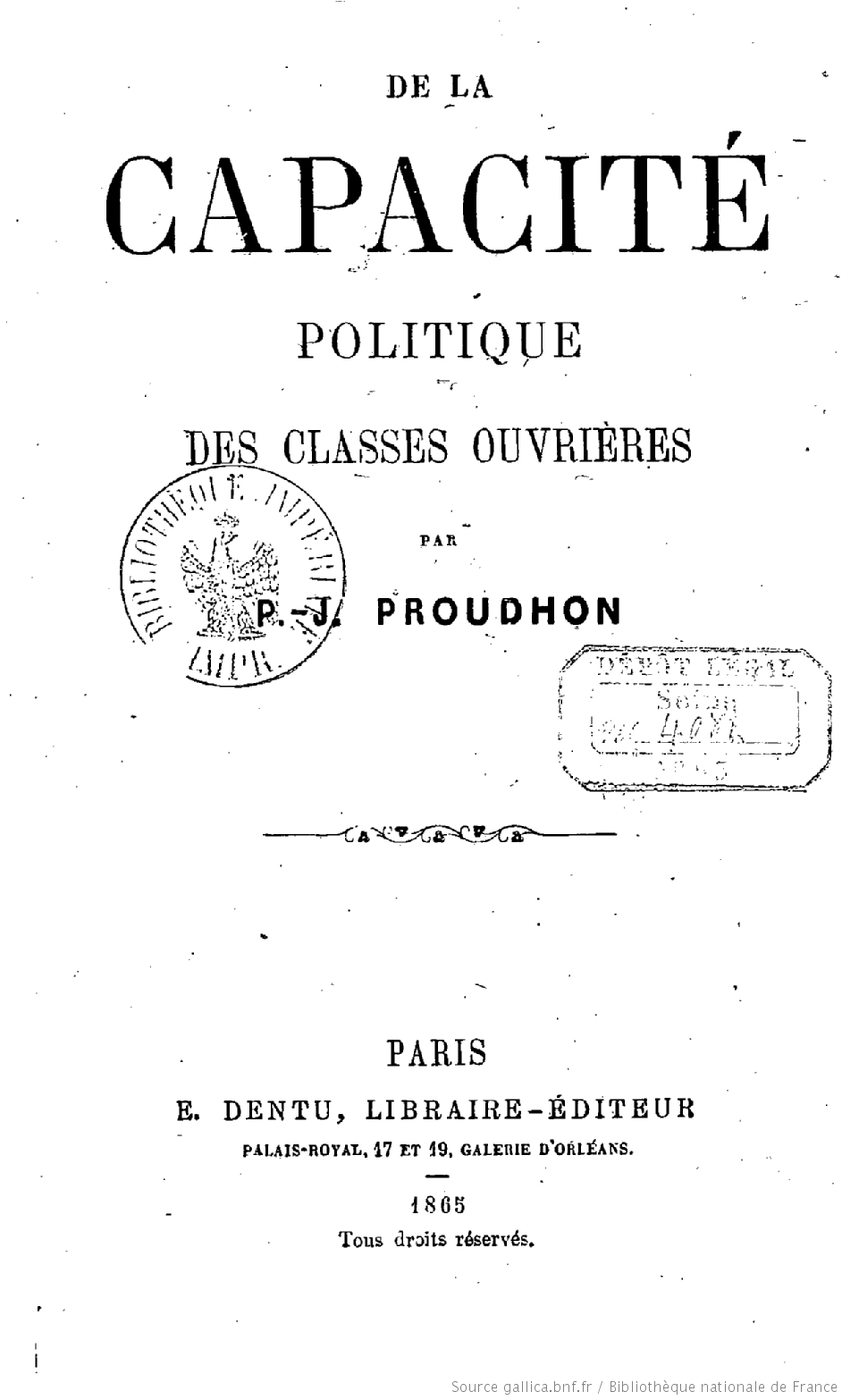
没後に出版されたDe la Capacité politique des classes ouvrières（1865年版）

- 無記名 (1837). Essai de grammaire générale. BnF 2018年8月24日閲覧。全文
- Articles dans l'Encyclopédie catholique 1839年
- De l'utilité de la célébration du dimanche, considérée sous les rapports de l'hygiène publique, de la morale, des relations de famille et de cité. ブザンソン: BnF. (1839) 2018年8月24日閲覧。全文
- Qu'est-ce que la propriété ? ou Recherche sur le principe du Droit et du Gouvernement. パリ: BnF. (1840) 2018年8月24日閲覧。全文
- Lettre à M. Blanqui sur la propriété. パリ. (1841) 2018年8月24日閲覧。全文
- Avertissement aux propriétaires, ou lettre à M. Considérant, rédacteur de La Phalange, sur une défense de la propriété. パリ: BnF. (1841) 2018年8月24日閲覧。全文
- Explications présentées au ministère public sur le droit de propriété, Cour d'assises du Doubs. (1842年2月3日) 2018年8月24日閲覧。全文
- De la Création de l’Ordre dans l’Humanité（1843年）
- De la concurrence entre les chemins de fer et les voies navigables. (1845) 2018年8月24日閲覧。全文
- Miserere ou la pénitence d'un roi, Lettre au R. P. Lacordaire sur son carême de 1845（1845年）
- Système des contradictions économiques ou Philosophie de la misère. 1. (1846) 2018年8月24日閲覧。全文
  -  Système des contradictions économiques ou Philosophie de la misère. 2. (1846) 2018年8月24日閲覧。全文
- Prospectus du Peuple（1847年）
- Solution du problème social（1848年）
- Organisation du crédit et de la circulation et solution du problème social sans impôt, sans emprunt（1848年7月11日）
- Aux électeurs du Doub（1848年）
- Proposition relative à l'impôt sur le revenu présentée par le citoyen Proudhon, suivie du discours qu'il a prononcé à l'Assemblée nationale le 31 juillet 1848. (1848) 2018年8月24日閲覧。全文
- Le droit au travail et le droit à la propriété. (1848) 2018年8月24日閲覧。全文
- Résumé de la question sociale, Banque d'échange（1848年）
- Nombreux articles dans Le Peuple （1848年9月2日–1849年6月13日、1848年11月23日以降は毎日連載）
- Banque du peuple : déclaration. (1849) 2018年8月24日閲覧。全文
- Louis Blanc ; Pierre Leroux (1849). Actes de la révolution : Résistance. パリ 2018年8月24日閲覧。全文[21]
- Idées révolutionnaires : les Malthusiens, programme révolutionnaire, la réaction, question étrangère, la présidence, argument de la Montagne, le terme, toast à la révolution, etc.. (1849) 2018年8月24日閲覧。全文
- Les Confessions d’un révolutionnaire pour servir à l’histoire de la Révolution de Février. パリ. (1849) 2018年8月24日閲覧。全文
- “Nombreux articles dans”. La Voix du Peuple（1849年10月1日–1850年5月14日、毎日連載）
- Le Peuple de 1850（1850年6月から10月まで毎日連載）
- Idée générale de la révolution au XIXe siècle, choix d'études sur la pratique révolutionnaire et industrielle. (1851) 2018年8月24日閲覧。全文
- Philosophie du progrès, programme、サントペラジー刑務所からM. Romain Cornut 宛てに送った手稿、De l'idée du progrès、De la certitude et de son Critérium（1851年執筆）、1853年公表。
- La Révolution sociale démontrée par le coup d'État du 2 décembre. (1852) 2018年8月24日閲覧。全文
- Manuel du Spéculateur à la Bourse（1854年）
- Des réformes à opérer dans l'exploitation des chemins de fer（1855年）
- Manuel du spéculateur à la Bourse. (1853) 第3版（1857年）で大幅に加筆、署名入り。
- De la justice dans la Révolution et dans l’Église（1858年）
- La justice poursuivie par l'Église : appel du jugement rendu par le tribunal de police correctionnelle de la Seine, le 2 juin 1858, contre P.-J. Proudhon. (1858) 2018年8月24日閲覧。全文—セーヌ刑務所の裁判所が下したP・J・プルードンに対する判決文（1858年6月2日付）
- La Guerre et la Paix, recherches sur le principe et la constitution du droit des gens. 1. (1861) 2018年8月24日閲覧。全文
  -  La Guerre et la Paix, recherches sur le principe et la constitution du droit des gens. 2. (1861) 2018年8月24日閲覧。I全文
- Théorie de l'impôt—ヴォー州評議会が協議に提出した質問状（1860年、1861年）
- Office de publicité (1862). Les majorats littéraires, examen d'un projet de loi ayant pour but de créer au profit des auteurs, inventeurs, et artistes un monopole perpétuel. ブリュッセル 2018年8月24日閲覧。全文
- La fédération et l'unité en Italie. (1862)
- Du Principe fédératif et de la nécessité de reconstituer le Parti de la Révolution. (1863) 2018年8月24日閲覧。全文
- Les démocrates assermentés et les réfractaires. パリ. (1863) 2018年8月24日閲覧。全文
- Si les traités de 1815 ont cessé d'exister, actes du futur Congrès. パリ. (1863) 2018年8月24日閲覧。全文
- Nouvelles observations sur l'unité italienne. (1864) 2018年8月24日閲覧。全文

### 記事と演説原稿
- 『Mélanges de l'édition Lacroix』3巻（XVII巻・XVIII巻・XIX巻）に転載された執筆記事。元は各紙に1847年–1850年（Le Représentant du Peuple、Le Peuple、La Voix du Peuple）および1850年（Le Peuple）に掲載された後、リビエール版の複数の巻の付録に掲載。
- Le Miserere ou La pénitence d'un roi. Lettre au R.P. Lacordaire sur son Carême de 1845, Revue indépendante—1845年3月25日付のR・P・Lacordaire宛て書簡。
- Les Malthusiens. (1848年8月10日) 2018年8月24日閲覧。.全文[22]
- (pdf) Toast à la Révolution. (1848年10月17日) 2018年8月24日閲覧。.全文[23]
- “Programme révolutionnaire adressé aux électeurs de la Seine”. Le Représentant du Peuple. (1848年5月31日–6月5日).
- “Intérêt et principal, entre M. Proudhon et M. Bastiat sur l'intérêt des capitaux”. La Voix du Peuple. (1850年)

### 没後の作品
注記：「労働者階級の唯一の政治力」（De la capacité politique des classes ouvrières）である「Stricto sensu」はプルードン没後、Gustave Chaudeyが手稿を修正し完成させ出版した。その他、没後の出版物は、プルードンが執筆に用いるつもりで手元に置いた記録やメモに基づき作成されている。プルードンはそれらの記録やメモ類を自分の死後、処分するように求めていたという。
- De la Capacité politique des classes ouvrières. (1865) 2018年8月24日閲覧。全文
- Nouvelles observations sur l'unité italienne. (1865)
- Du principe de l'art et de sa destination sociale. (1865) 2018年8月24日閲覧。全文
- Théorie de la propriété, suivie du projet d'exposition perpétuelle. (1866) 2018年8月24日閲覧。全文
- Les Évangiles : la Bible annotée (Nouveau testament). ブリュッセル. (1866) 2018年8月24日閲覧。全文
- La Bible annotée (Nouveau Testament) : les Actes des apôtres, les Épîtres, l'Apocalypse annotés. ブリュッセル. (1867) 2018年8月24日閲覧。全文
- France et Rhin. パリ. (1867) 2018年8月24日閲覧。全文
- Contradictions politiques, théorie du mouvement constitutionnel au XIXe siècle (L'Empire parlementaire et l'opposition légale), lettre à M. Rouy en faveur de l'abstention. (1870) 2018年8月24日閲覧。全文
- Trois lettres inédites adressées à Auguste Javel, imprimeur à Arbois, et datées des 8 février 1842, 12 octobre 1848 et 14 janvier 1850, 1871 2018年8月24日閲覧。全文
- La Pornocratie ou Les Femmes dans les temps modernes. パリ. (1875) 2018年8月24日閲覧。全文
- Amour et mariage76 2018年8月24日閲覧。全文
- Césarisme et Christianisme (de l'an 45 avant J.-C. à l'an 476 après)83 2018年8月24日閲覧。全文
- Jésus et les origines du Christianisme, 1896 2018年8月24日閲覧。全文
- Napoléon Ier et lettre du général Brialmont. パリ. (1898) 2018年8月24日閲覧。全文
- Commentaire sur les mémoires de Fouché, suivis du Parallèle entre Napoléon et Wellington. パリ. (1900) 2018年8月24日閲覧。全文
- Napoléon III, 1900 2018年8月24日閲覧。全文
- La royauté du peuple souverain, Les Temps nouveaux, 1912 2018年8月24日閲覧。全文

### 書簡、日記
- ブザンソン市立図書館はプルードンの未発表の手紙と手稿を数多く収蔵している。
- Correspondance. A. Langlois. (1874-1875)—1874年–1875年の書簡集14巻（1493本）
- notice éditeur Carnets (1847-1851). (2005). ISBN 978-2-84066-102-3 2018年8月24日閲覧。全文—日記（1874年–1875年）
- Carnets inédits – Journal du Second Empire (1851-1865). (2014). ISBN 978-2-84066-348-5 2018年8月24日閲覧。全文—出版予告：未発表の日記（1851年–1865年）
- Proudhon expliqué par lui-même, lettres inédites de P.-J. Proudhon à M. N. Villiaume [24 et 29 janvier 1856 sur l'ensemble de ses principes et notamment sur sa proposition : la propriété, c'est le vol 1866] 2018年8月24日閲覧。全文—プルードンからM. N. Villiaume宛ての初公開の手紙（1856年1月24日付及び同年1月29日付）をプルードン自身が解説。1856年発表。
- Lettres inédites à Gustave Chaudey et à divers comtois [des années 1839, 1840, 1842, 1851, et 1856 à 1864, suivies de quelques fragments inédits de Proudhon et d'une lettre de Gustave Courbet sur la mort de Proudhon]. (1911) 2018年8月24日閲覧。全文—Gustave Chaudey他がまとめたプールドンの未公開の書簡（1839年、1840年、1842年、1851年、1856年–1864年）と未発表手稿、プルードンの死に関するギュスターヴ・クールベの書簡
- Lettres au citoyen Rolland 1858年–1862年
- Lettres choisies et annotées. D. Halévy ; L. Guilloux [編]. Grasset. (1925)—書簡と注釈
- Lettres à sa femme, Grasset 1950年
- Carnets. La Grande Revue. (1908年8月25日、同9月25日 エラー: 日付が正しく記入されていません。)（第1刷）

### オンラインで入手できる著作と翻訳
- 近代デジタルライブラリーにあるプルードン関連のインターネット公開資料— 図書、電子出版物（国立国会図書館）
- Fair Use Repository所載（英語）
  - General Idea of the Revolution in the Nineteenth Century 1851年
- リポジトリ所載 invisible molotov（英語）
  - The Philosophy of Progress (PDF, 1.56 MB)
- オンライン電子図書館所載 Mondo Politico on-line Library（英語）
  - What is Property? An Inquiry into the Principle of Right and of Government
- バージニア大学図書館の電子図書館所載 Electronic Text Center at the University of Virginia Library（英語）
  - What is Property? An Inquiry into the Principle of Right and of Government
  - System of Economical Contradictions: or, the Philosophy of Misery
- Pierre-Joseph Proudhonの作品 （インターフェイスは英語）- プロジェクト・グーテンベルク（英語）
  - What is Property? An Inquiry into the Principle of Right and of Government
  - System of Economical Contradictions: or, the Philosophy of Misery
- ケベック大学Chicoutimi校の電子図書館所載 bibliothèque numérique Les Classiques des sciences sociales（フランス語）
  - Les Malthusiens （1848年）
  - Textes choisis より
    - "Proudhon peint par lui-même"
    - "La science économique"
    - "La propriété"
    - "La liberté"
    - "Mutuellisme et fédéralisme"

  - Justice et liberté より
    - "Les causes de l'oppression"
    - "La liberté"
    - "Le travail"
    - "La justice"

  - Qu'est-ce que la propriété ? Ou recherches sur le principe du droit et du gouvernement （1840年）
  - Système des contradictions économiques ou Philosophie de la misère （1846年）
  - Théorie de la propriété （1862年）
- 作品集—McKay, Iain [翻訳編集] (2011年). “Property is Theft! A Pierre-Joseph Proudhon Anthology” (英語).   AK Press. 2018年8月23日閲覧。

### 英語の参考資料
- Cole, G. D. H. (1953) (英語). A History of Socialist Thought. 1. ISBN 9780333050927. NCID BA06633003. OCLC 1811474
  - Cole, G. D. H. (1956) (英語). The Second International, 1889-1914: Part 1. A history of socialist thought / by G.D.H. Cole. 3. ISBN 0333050924. NCID BA01211978. OCLC 655533435
  - Cole, G. D. H. (1956) (英語). The Second International, 1889-1914: Part 2. A history of socialist thought / by G.D.H. Cole. 3. ISBN 0333088115. NCID BA01211978. OCLC 889029285
- Hyams, Edward (1979) (英語). Pierre-Joseph Proudhon; His Revolutionary Life, Mind & Works. ISBN 9780800865528. NCID BA9139961X. LCCN 78-72023. OCLC 5676538
- Prichard, Alex (2013) (英語). Justice, Order and Anarchy: The International Political Theory of Pierre-Joseph Proudhon. Routledge. ISBN 9780415596886. NCID BB12327585. LCCN 2012-36788
- Steelman, Aaron (2008). “Proudhon, Pierre-Joseph (1809–1865)”. In Hamowy, Ronald [英語版] (ed.). The Encyclopedia of Libertarianism. Thousand Oaks, CA: SAGE; Cato Institute. pp. 401–2. ISBN 978-1-4129-6580-4. LCCN 2008009151. OCLC 750831024.（英語）

## 関連
- アナキズム
- セルクル・プルードン（Cercle Proudhon）（フランス語）
- アクション・フランセーズ